# Tak for sidst (film fra 2005)
 For alternative betydninger, se Tak for sidst. (Se også artikler, som begynder med Tak for sidst)
Tak for sidst er en børnefilm moderniseret i 2005 af Ulla Hjorth Nielsen ud fra Holger Jensens originale film fra 1950.
Den moderniserede version havde premiere i Cinemateket den 20. januar 2006.

## Handling
Ulla Hjorth Nielsen har i 2005 moderniseret og skabt en fuldstændig lydside til filmen Tak for sidst på basis af Holger Jensens film af samme navn fra 1950. Inspireret af Vittorio de Sicas mesterværk, Cykeltyven, som kom til Danmark året før, instruerede han en film om to københavnerbørn. Lis på 11 år og Mads på 14 deler skole og baggård på Nørrebro. De driller hinanden eftertrykkeligt, men drilleriet går for vidt, da Mads er skyld i, at Lis' cykel bliver ødelagt. Da de mødes igen, som feriebørn på landet, skal Mads forsøge at gøre skaden god ved at skaffe Lis en ny cykel. Filmen emmer af efterkrigstid og begyndende velfærdsstat - fra et Nørrebro med baggårde, sporvogne og småindustri over damplokomotiver og Storebæltsfærge til jysk bondegårdsferie.